# Jean-Louis Jeanmaire

Jean-Louis Jeanmaire (1958)

Jean-Louis Jeanmaire (auch Jeanmaire-dit-Quartier; * 25. März 1910 in Biel; † 29. Januar 1992 in Bern; heimatberechtigt in Les Brenets und Mont-Tramelan) war ein Schweizer Offizier. Als Brigadier war er der ranghöchste als Landesverräter verurteilte Schweizer des zwanzigsten Jahrhunderts.

## Leben
Jeanmaire schloss 1934 sein Architekturstudium an der ETH Zürich ab. 1940 wurde er Instruktor bei der Infanterie, 1943 in den Generalstab aufgenommen, 1948 Major, 1957 Oberst und 1969 Brigadier sowie Chef des Bundesamts für Luftschutztruppen. Von 1939 bis 1976 hatte er einen Lehrauftrag an den Militärschulen der ETH Zürich.
Im Jahr 1942 lernte Jeanmaire Marie-Louise Burtscher kennen. Sie ist die Tochter des Linguistikprofessors Jules Burtscher, der 1919 von den Bolschewiken aus der Krim ausgewiesen worden war. Im Jahr 1943 heiraten sie. Im Jahr 1947 kommt ihr einziger Sohn zur Welt.
Im Jahr 1959 lernte Jean-Louis Jeanmaire auf einer von ihm geplanten Truppenübung der Luftschutztruppen Wassili Denissenko kennen. Dieser war Militär- und Luftwaffenattaché an der sowjetischen Botschaft in Bern von 1959 bis 1964 und auch der Vertreter des Militärnachrichtendienstes GRU.
Ab 1959 besuchte Jeanmaire in offizieller Funktion die Empfänge der sowjetischen Botschaft in Bern. Diese Empfänge, bei denen reichlich Alkohol ausgeschenkt wird, sind zu dieser Zeit bei den höheren Berner Beamten und Diplomaten legendär. Und auch der joviale und glühende Patriot Jeanmaire trinkt gerne. Bei diesen Empfängen freundete sich das Ehepaar Jeanmaire mit Oberst Wassili Denissenko an. Ab 1960 vertiefte sich die Freundschaft von Marie-Louise Jeanmaire zu Denissenko so, dass sie ab dem Frühjahr 1961 seine Geliebte wird. Ab dann war Denissenko regelmässig Gast in der Wohnung des Ehepaars Jeanmaire in Lausanne.

## Jeanmaire-Affäre

Jeanmaire nach seiner Verurteilung in erster Instanz in Lausanne, 17. Juni 1977

### Verdacht des Landesverrates
Im Herbst 1974 informierte William Hood von der Central Intelligence Agency (CIA) den Leiter des Schweizer Staatsschutzes, André Amstein, über ein Informationsleck. Dabei legte die CIA den Schweizer Behörden eine Liste mit 60 Decknamen vor. Darauf sollte ein hochplatzierter Maulwurf innerhalb der Bundesverwaltung oder des Militärs sein. Die CIA machte der Schweiz verständlich, dass wenn dieser Maulwurf nicht enttarnt werde, die Schweiz nicht weiter als verlässlicher Partner der USA und der NATO gelte.
Divisionär Carl Weidenmann, Chef des militärischen Nachrichtendienstes (UNA), Bundesanwalt Rudolf Gerber und Kurt Furgler, Vorsteher des Eidgenössischen Justiz- und Polizeidepartements (EJPD), beauftragten die Bundespolizei (Bupo) mit der Überprüfung der Namen auf der Liste. Darauf folgte die Überwachung von verschiedenen Personen.
Ins Fadenkreuz der Ermittler gelangte neben Carl Weidenmann selbst auch das Ehepaar Jeanmaire. Dieses ist auf der CIA-Liste mit «Mur» und «Mary» erwähnt. Dabei ist nicht geklärt, ob die Bundespolizei Jeanmaire enttarnte oder ob er von dem sowjetischen GRU verraten wurde, um einen eventuellen wahren Maulwurf zu schützen. Der Historiker Matthias Uhl schrieb hingegen, dass Jeanmaire vom GRU-Offizier Nikolaj D. Tschernow enttarnt wurde, der seit Anfang der 1960er-Jahre unter dem Decknamen »Nicknack« für das FBI arbeitete.
Daraufhin wurde das Ehepaar Jeanmaire ab August 1975 Tag und Nacht von zwei Ermittlern überwacht, ihre Telefongespräche wurden abgehört und ihre Post wurde gelesen. Da Jeanmaires Ruhestand anstand und um ihn besser überwachen zu können, richtete man für ihn beim Nachrichtendienst einen (fiktiven) Posten ein, bei dem er eine Studie über den Zivilschutz verfassen sollte. Obwohl die Überwachung Jeanmaires keine rechtsgenügenden Beweise ergab, ordnete Bundesanwalt Gerber seine Verhaftung an.
Der seit kurzem im Ruhestand stehende Jeanmaire wurde am 9. August 1976 beim Bahnhof Lausanne wegen möglichen Verstössen gegen Artikel 274 und 301 des Strafgesetzbuches verhaftet. Es folgten 33 Tage Isolationshaft sowie Verhöre während 107 Tagen durch Bundesanwalt Gerber. Während der Durchsuchung seiner Wohnung stiessen Beamte auf das Tagebuch seiner Frau Marie-Louise. In diesem fanden sie pikante Einträge zu ihrer Affäre mit Denissenko. Daraufhin geriet Jeanmaire immer mehr in die Defensive, aus der er sich mit langen Erklärungen herauszureden versuchte. Er gab zu, mit Wassili Denissenko befreundet zu sein, legte aber nie ein Schuldeingeständnis ab.

### Umfang der Spionage
Den Vernehmern zufolge liess Jeanmaire wiederholt Wassili Denissenko sowie den nachfolgenden Militärattachés Victor Issajew, Wladimir Strelbitzki und Wladimir Davidoff «geheim» klassifizierte Angaben über die Schweizer Armee zukommen. Im Gegenzug erhielt Jeanmaire von Denissenko Wodka, Zinngeschirr, Schmuck und einen Fernseher. Jeanmaire hatte Denissenko das Büchlein «Die Mobilmachung» übergeben. Dieses Büchlein war zwar als „vertraulich/geheim“ klassifiziert, aber weit verbreitet; jeder Schweizer Offizier ab Stufe Hauptmann besass ein Exemplar davon. Später überreichte er Denissenko auch eine klassifizierte Karte mit den Standorten der Schweizer Luftschutztruppen (heute Rettungstruppen). Nachdem Denissenko aus Bern abberufen worden war, wurde Jeanmaire von dessen Nachfolgern erpresst, so dass er weiteres Material an die Sowjetunion lieferte. 
Die Liste der von Jeanmaire gelieferten Dokumente umfasst mehrere Schreibmaschinenseiten. Jeanmaire übergab Denissenkos Nachfolgern öffentlich zugängliches, teilweise veraltetes Material mit einer niedrigen Geheimhaltungsstufe. Er hatte zu keiner Zeit Zugang zu streng geheimen Dokumenten und konnte solche auch nicht den Sowjets weitergegeben haben. Der Leiter der Bundespolizei vermerkte in einer Aktennotiz, dass im Fall Jeanmaire daher kaum von Landesverrat ausgegangen werden könne.

### Prozess
Nachdem Kommissar Louis Pilliard der Bundespolizei seinen Ermittlungsbericht dem Bundesanwalt Rudolf Gerber vorgelegt hatte, übertrug der Bundesrat den Fall Jeanmaire der Militärjustiz. Der dort zuständige Untersuchungsrichter war Oberst Jean-Frederic Reymond, welcher am 27. Januar 1977 dem Auditor (Ankläger) Oberst Pierre Dinichert den Ermittlungsbericht übergab.
Der Prozess fand vom 14. bis zum 17. Juni 1977 im Divisionsgericht 2 in Lausanne unter Ausschluss der Öffentlichkeit statt. Der zuständige Grossrichter war Oberst Bertrand Houriet, Jeanmaires Verteidiger Oberstleutnant Jean-Felix Paschoud. Die Anklageschrift listet 35 Verstösse auf.
Trotz dünner Beweislage forderte die Anklage 12 Jahre Zuchthaus. Jeanmaire plädierte auf unschuldig. Die Anklage vertrat die Ansicht, er habe nicht aus finanziellen oder ideologischen Motiven gehandelt, sondern aus Charakterschwäche, Eitelkeit und Groll darüber, dass er sich bei Beförderungen übergangen gefühlt hatte. Dabei wertete das Gericht die vom Ehepaar Jeanmaire entgegengenommenen Geschenke nicht als Entschädigungen für den Landesverrat, sondern als übliche Gefälligkeiten unter Freunden. 
Nach eintägiger Beratung, bei der eine Urteilsabsprache zwischen Gericht, Anklage und Verteidigung erfolgte, wurde am 17. Juni 1977 das Strafmass verkündet. Jeanmaire wurde wegen Landesverrats zu 18 Jahren Haft verurteilt, degradiert und aus der Armee ausgeschlossen. Seine Altersrente wurde ihm aberkannt. Strafmildernd wirkten sich Jeanmaires militärische Verdienste aus, so dass das Gericht von der Höchststrafe von 20 Jahren Zuchthaus absah. Seine ebenfalls angeklagte Frau wurde freigesprochen. Jeanmaire, der das Urteil regungslos entgegennahm, legte Rekurs ein, worauf das Militärkassationsgericht das Urteil am 3. Februar 1978 bestätigte.
Während des Prozesses wurden verschiedene juristische Standards nicht eingehalten. So berichtete Bundesanwalt Gerber, der als Zeuge geladen war, regelmässig seinem Vorgesetzten Kurt Furgler über den Fall, was eine Verletzung der Gewaltenteilung darstellt. Weiter hatten die Anklage und der Richter das Vorgehen im Prozess miteinander be- und abgesprochen, was ein faires Gerichtsverfahren ausschloss.

### Historische Beurteilung
Am 16. August 1976 gab das EJPD die Verhaftung von Jeanmaire bekannt. Obwohl nicht bekanntgegeben wurde, was der Angeschuldigte verraten hatte, reagierte die Schweizer Öffentlichkeit und Politik entsetzt und empört. Noch nie in der neueren Schweizer Geschichte war ein so hoher Offizier in einen Fall von Landesverrat verwickelt gewesen. Die Medien übernahmen die vorherrschende Meinung von Politik und Gesellschaft, und es begann eine regelrechte Hexenjagd. Man sprach vom grössten Landesverräter. 
Weiter angeheizt wurde die Stimmung am 7. Oktober 1976 durch eine Rede von Justizminister Kurt Furgler im Nationalrat. Dabei behauptete Furgler (selbst Brigadier), Jeanmaire habe den Sowjets «geheimste Unterlagen und Informationen» zur Mobilmachung zugespielt. Trotz der Unschuldsvermutung nennt er Jeanmaire einen «Landesverräter, wie es noch keinen gegeben hat» und beschuldigt ihn schwer. Details nennt er aber nicht. Diese Vorverurteilungsrede heizte das Klima sowie die öffentliche Meinung weiter an. Der FDP-Nationalrat Karl Flubacher aus Baselland verlangte öffentlich die Todesstrafe für Jeanmaire.
Das sehr strenge Urteil der Militärjustiz ist heute im Kontext der aufgeheizten politischen Atmosphäre des Kalten Krieges zu sehen. Politik und Justiz gingen davon aus, die öffentliche Meinung verlange nach einem exemplarischen Urteil. Ausserdem befürchteten Armee und Wirtschaft Einschränkungen der Schweizer Importe von Spitzentechnologie aus den Vereinigten Staaten und Europa. So stand zu dieser Zeit die Beschaffung des Florida-Luftraumüberwachungssystems und des Kampfflugzeugs F-5E «Tiger» aus den Vereinigten Staaten für die Schweizer Armee an.
Im Laufe der Jahre änderte sich die Meinung zur Jeanmaire-Affäre, insbesondere als bekannt wurde, dass Jeanmaire nie geheime Informationen an die Sowjetunion verraten hatte. Der spätere Korpskommandant Josef Feldmann, der die Affäre als militärischer Experte begleitet hatte, erklärte 30 Jahre später, dass ihr materieller Schaden gering gewesen sei. Historiker wie Jürg Schoch und der Journalist Urs Rauber gehen davon aus, dass Jeanmaire mutmasslich der guten Beziehungen zu den NATO-Staaten wegen geopfert wurde. Auch Untersuchung, Prozess und Urteil werden als eines demokratischen Rechtsstaats unwürdig erachtet. Historiker gehen davon aus, dass Kurt Furgler, allein schon mit seiner dramatischen Vorverurteilungsrede im Parlament 1976, auf das Gericht Druck ausübte. Eine parlamentarische Geschäftsprüfungskommission befand 1991, die Rede habe den falschen Eindruck erweckt, Jeanmaire habe «streng geheime» Informationen der Armee verraten. Schoch und Rauber sehen Kurt Furgler als einen «Dramaturg[en] der öffentlichen Meinung», der die Stimmung anheizte und Jeanmaire in seiner Rede vorverurteilte.
Andere Historiker gehen von einem Justizskandal aus und dass die Strafe von 18 Jahren in keinem Verhältnis zur Schwere des Vergehens stand. Der Schweizer Militärhistoriker Bruno Lezzi hielt Jeanmaire zwar für eine tragische Figur, erachtete aber das Urteil als völlig übertrieben.

## Nach dem Urteil
Die Staatsanwaltschaft bot nach vier und nach acht Jahren Haft unter der Bedingung eines Schuldeingeständnisses eine vorzeitige Entlassung an. Jeanmaire lehnte beide Male ab. Er verlangte 1984 und 1985 eine Revision des Urteils, die aber abgelehnt wurde. 1988 wurde er nach 12 Jahren wegen guter Führung vorzeitig aus der Haft entlassen.
Jeanmaire kämpfte bis zu seinem Tod um seine Rehabilitation. 1990 hielt er die 1.-August-Rede auf der Vue des Alpes. Jean-Louis Jeanmaire starb 1992. Seine Asche wurde über dem Simplonpass verstreut.

## Künstlerische Rezeption
- Urs Widmer: Jeanmaire: Ein Stück Schweiz. Theaterstück, Frankfurt am Main 1992